# Indonesisches Nationalmuseum

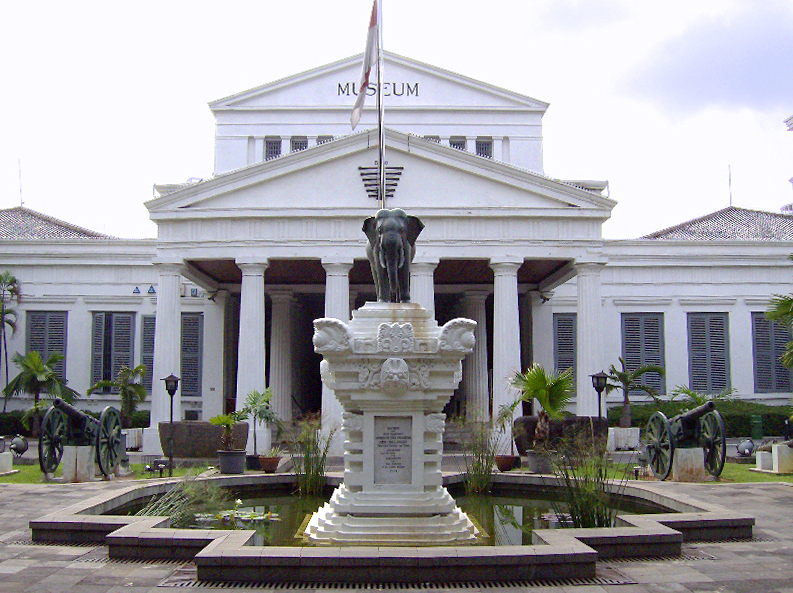
Indonesisches Nationalmuseum

Das Indonesische Nationalmuseum (indonesisch: Museum Nasional Indonesia) ist ein Museum in Jakarta. Es widmet sich der Geschichte, Ethnologie, Archäologie und Kultur Indonesiens. Wegen der Elefantenstatue vor dem Haupteingang ist das Museum auch unter dem Namen Gedung Gajah (deutsch: Elefantenhaus) bekannt.

## Geschichte
Das Museum wurde am 24. April 1778 von einer Gruppe niederländischer Wissenschaftler errichtet, die sich in der Königlich Batavischen Gesellschaft der Künste und Wissenschaften zusammenschlossen hatten. Einer der Gründer, Jacob Cornelis Mattheus Radermacher, stiftete eine Sammlung kultureller Objekte und Bücher. Für die allgemeine Öffentlichkeit wurde das Museum erst im Jahr 1864 geöffnet. 1871 schenkte der siamesische König Chulalongkorn dem Museum eine bronzene Elefantenstatue, die vor dem Haupteingang aufgestellt wurde. Im Jahr 1931 wurde ein Teil der Sammlung, der sich für eine Ausstellung in Paris befand, dort durch einen Brand vernichtet. Der Schadenersatz seitens der Regierung Frankreichs wurden dazu genutzt, weitere Funde und Artefakte zu erwerben sowie den Keramikraum, den bronzene Raum und beide Schatzräume im zweiten Stock zu finanzieren.
Am 29. Februar 1950 wurde die Institution in Lembaga Kebudayaan Indonesia umbenannt. Am 17. September 1962 wurde die Indonesische Regierung neue Eigentümerin des Museums, das nunmehr als Museum Pusat bekannt war. Am 28. Mai 1979 wurde das Museum durch Dekret des indonesischen Bildungsministers in Museum Nasional Indonesia umbenannt. 2007 wurde das Museum an der Nordseite erweitert. Dieser neue Gebäudeflügel wird Gedung Arca (deutsch: Statuengebäude) genannt.
Nach einem Brand im September 2023 musste das Museum geschlossen werden. Die Schäden an den Exponaten sollen gering sein.

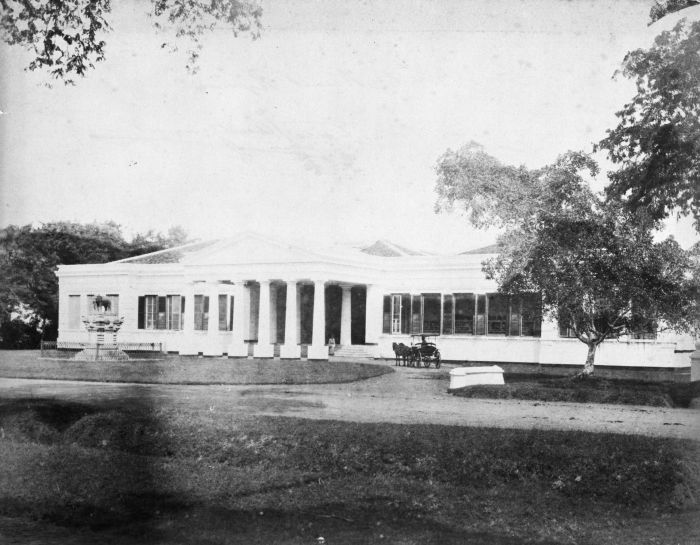
Das Museum im späten 19. Jahrhundert, bekannt als Het museum van het Koninklijk Bataviaasch Genootschap van Kunsten en Wetenschappen
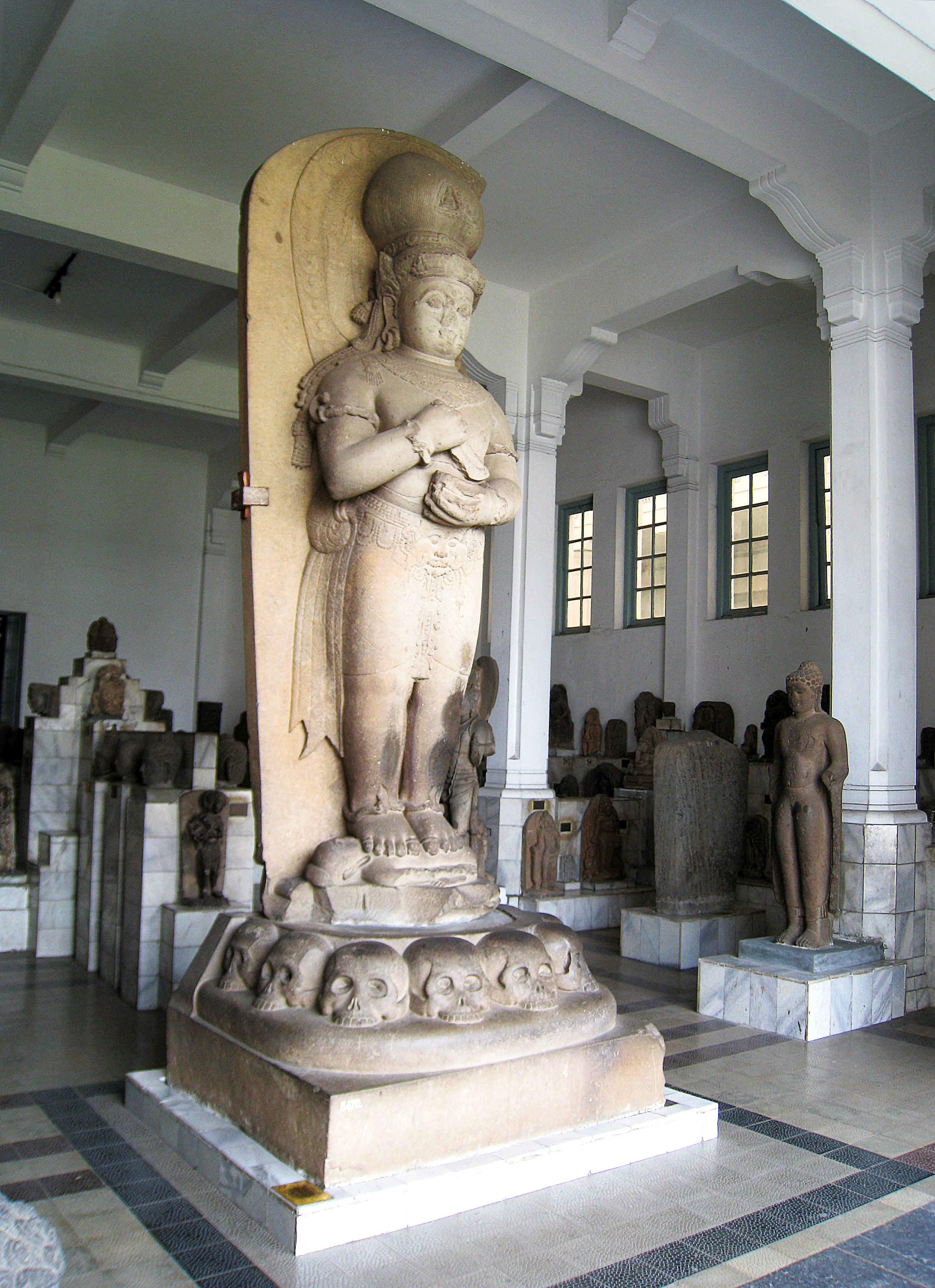
Eine große Statue von Adityavarman als Bhairava
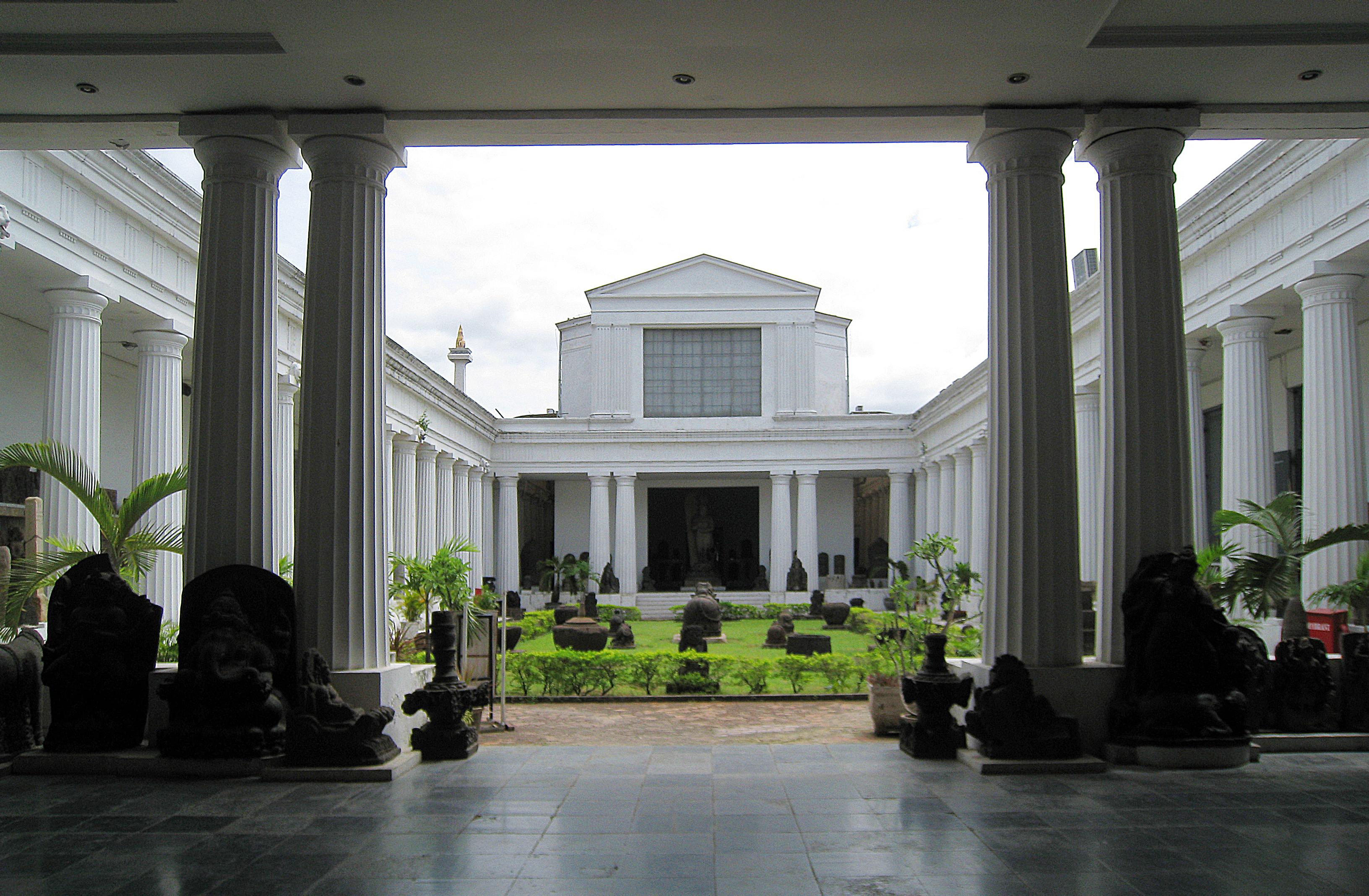
Das Atrium des Indonesischen Nationalmuseums
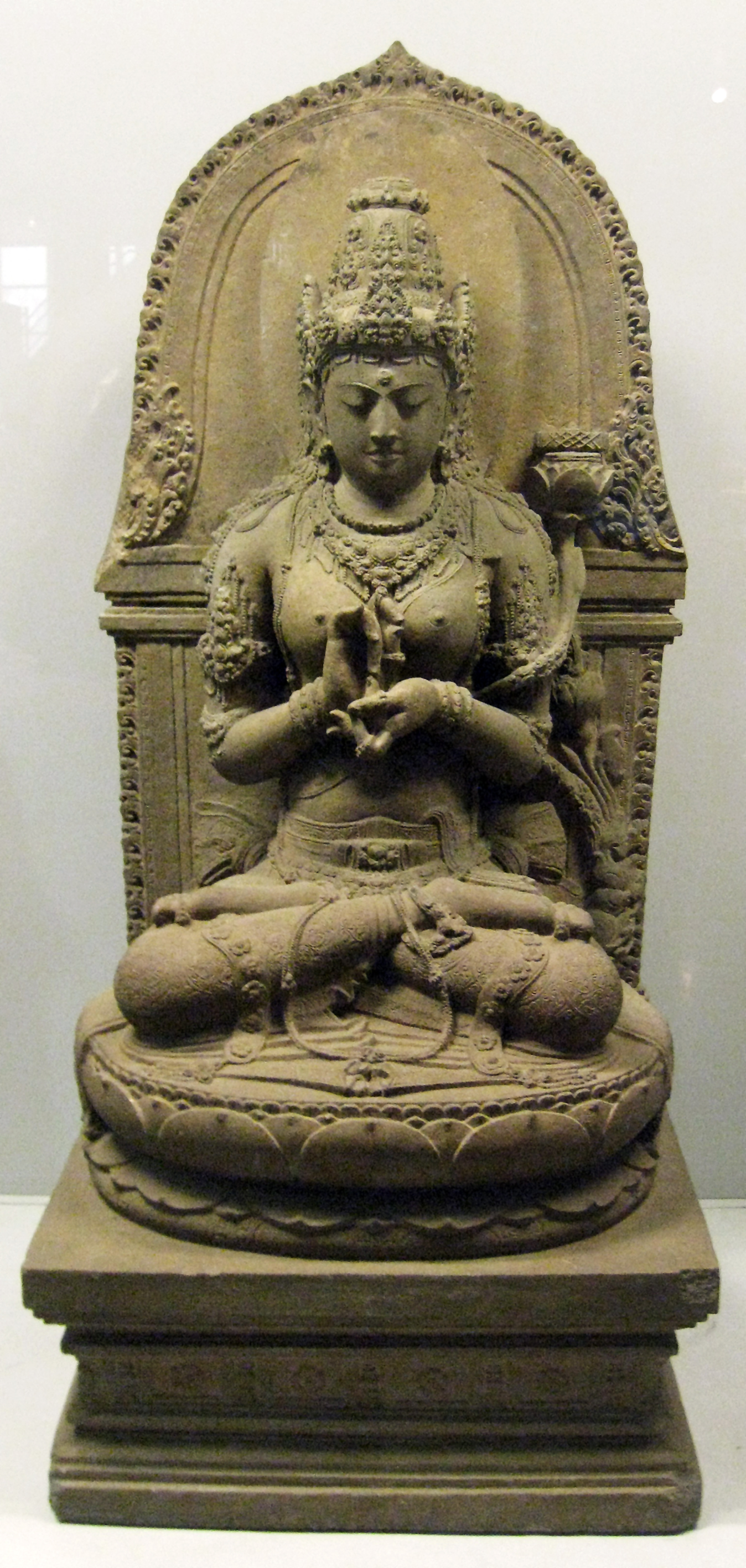
Prajnaparamita, der buddhistische Gott der transzendalen Weisheit in antiker Java Kunst
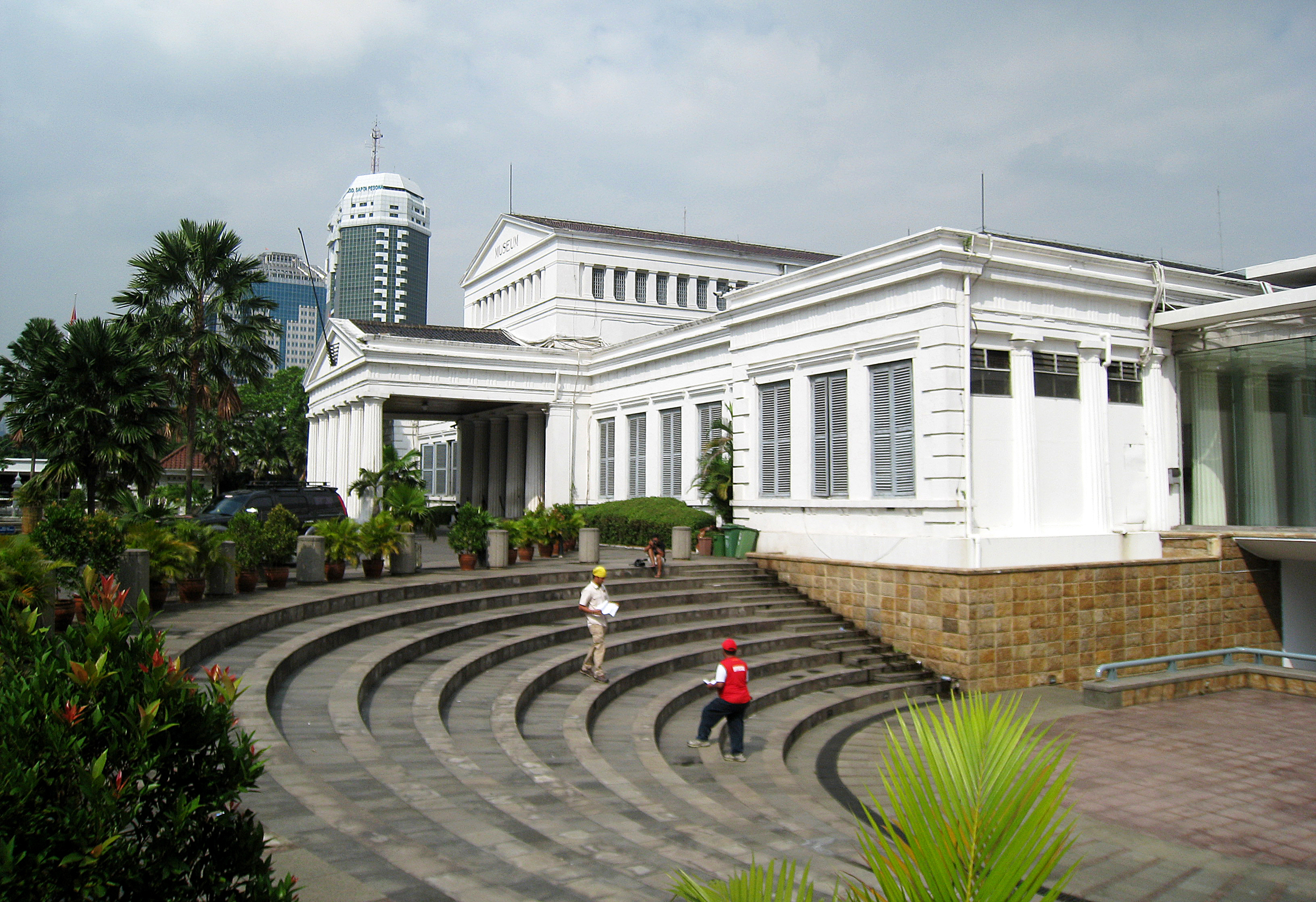
Gedung Gajah, der alte Flügel des Indonesischen Nationalmuseums
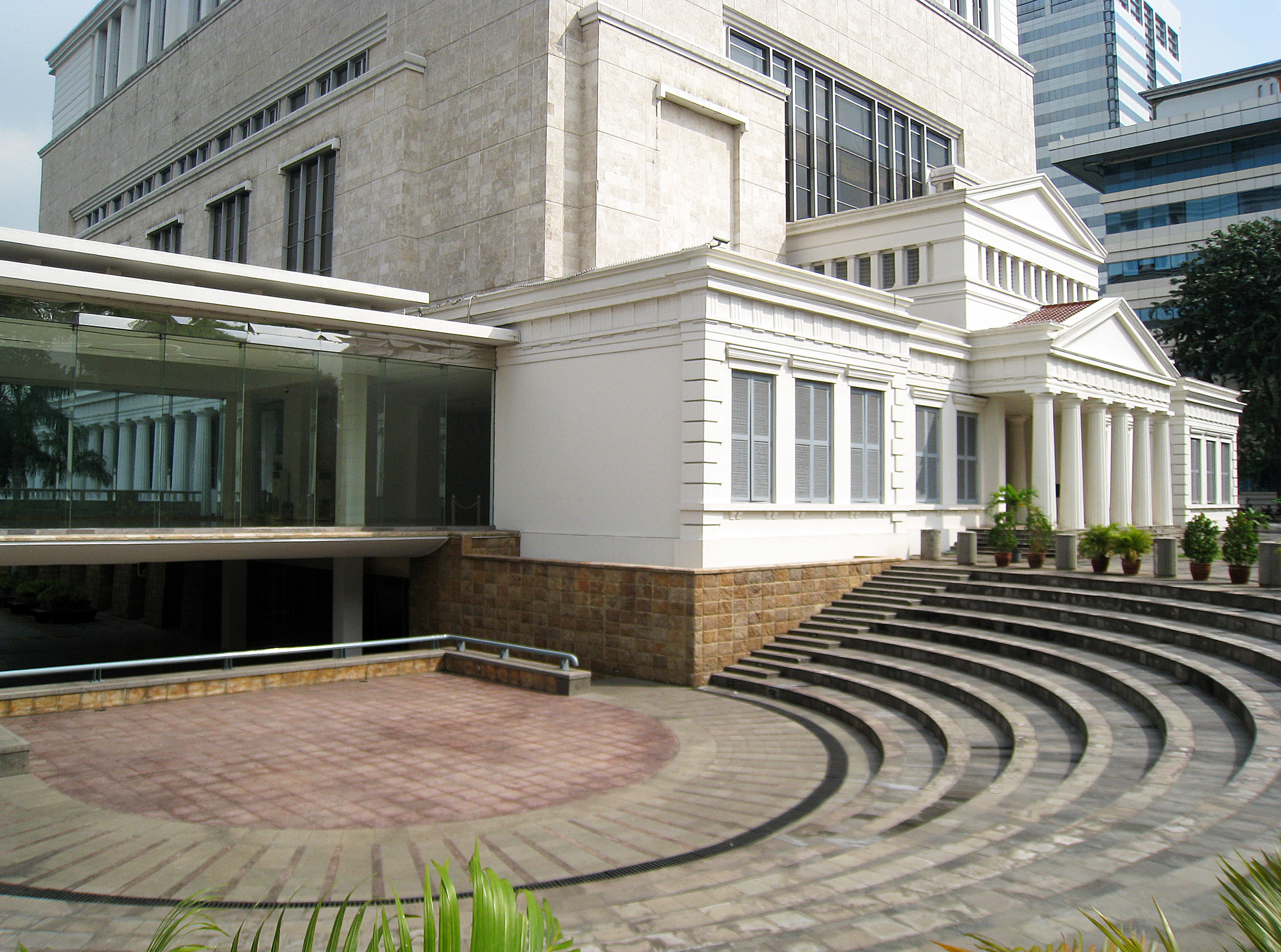
Gedung Arca, der neue Flügel des Indonesischen Nationalmuseums
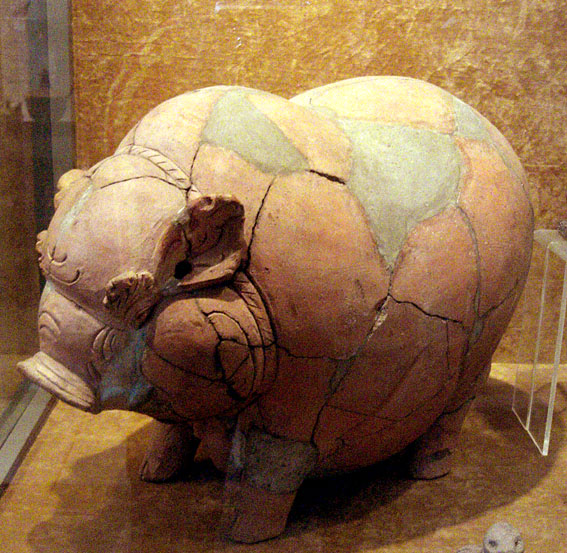
Terrakotta-Sparschwein aus der Majapahit-Zeit (14./15. Jh.), entdeckt in Trowulan, Ostjava